# Elveszett magyar filmek
A magyar filmművészet korai időszakában keletkezett alkotások közül sok ma már nem lelhető fel különböző okokból (termszetes okokból elveszett, tervszerűen elpusztították stb.). Az alábbi cikk ennek történetét foglalja össze.

## Története

### Némafilmek
Magyarországon a kisebb felvételek már a film, mint olyan megjelenésétől, 1896-tól léteztek, de mai értelemben vett, komolyabb filmművészeti alkotások 1901-től / 1908-tól ismertek. 1908-ban mintegy féltucat magyar néma-játékfilm készült. A hangosfilmek magyarországi megjelenéséig, azaz 1930-as évek elejéig körülbelül 600 némafilm címe ismert különböző forrásokból. Ezeknek több, mint a 90%-a (más számítások szerint 96%-a) elveszett az idők során, mindössze 50-re / 70-re tehető a fennmaradt filmek száma. A filmek pusztulásának többféle oka ismert, a kutatók leginkább a filmgyártók nemtörődömségét, a forgalmazói oldal kereskedőszellemiségét, és fogyasztók folyamatos „friss tartalomra éhségét” emelik ki. Volt példa a filmek műanyagként való újrahasznosítására (cipőfűzőként, könyvjelzőként, szemüvegkeretként, fogkefeként) is a korabeli időkben, ahogy az ezüst utólag kimosása sem számított ritkaságnak a tekercsekből.
Az 1956-os forradalom idején elpusztult a némafilmek nagy gonddal összegyűjtött forgatókönyv-archívuma a filmgyár egyik raktárában. Napjainkban elsősorban a Magyar Közlönyben szereplő, Országos Mozgóképvizsgáló Bizottság filmfelvételek engedélyeztetésére vonatkozó döntéseit szolgálhatnak korai magyar filmográfiák alapjául.

### Hangosfilmek
1931 és 1944 között 360 magyar hangos-játékfilm készítéséről tudni. Ezek megmaradási aránya jóval jobb a némafilmeknél: 294 bemutatható állapotban van, 25 elveszett, a többi (41) töredékes-hiányos (2016). 1982-ben még az 1945 előtti hangosfilm 1/4-ét (kb. 120-at) tartottak elveszettnek.
Az 1940-es évek zsidóüldözései idején számos zsidó vonatkozású alkotás (pl. zsidó származású színészekkel készült film) be lett tiltva (bár fizikailag nem semmisítették meg), és külföldre lett csempészve (pl. az Amerikai Egyesült Államokba). A háború után főleg az úgynevezett „selejtfilmekkel” kereskedők vittek külföldre (vagonszámra) magyar filmeket, Lajta számításai szerint 1945–1950 között többet, mint amennyi az országban maradt.
1945 után szovjet-kommunista korlátozások érték az ágazatot. Egy 1945-ös rendelet 109 tiltott (fasiszta) játékfilmet sorol fel, ebből 10 teljesen, 28 töredékesen el is veszett. (Akadt egyébként ettől függetlenül 1945 utáni időkben elveszett régi hangosfilm is, pl. a Családi pótlék és a Behajtani tilos című.) 1945-ben történt egy előre nem látható nagyobb másik filmpusztulás is: a megszálló szovjet katonák beköltöztek a budafoki borospincékbe, ahová korábban a Filmiroda számos filmet háborús megőrzésre elraktározott. Mialatt részegeskedtek, az egyik pince felrobbant, ezzel több 100 játékfilm és több 1000 dokumentumfilm negatívja veszett el. (A Könyves Kálmán körúti raktár nem pusztult el ilyen körülmények között, ott csak 1950-ig a filmgyár párttitkára égettetett el több filmhíradót az „úri világ” idejéből.)

### Kezdeményezések egy filmmúzeumra
Bár már az 1910-es évek elején felmerült egy Fővárosi Filmmúzeum terve, sem ez (az első világháború miatt), sem az 1938-as újabb filmtár / Filmművészeti Múzeum nem valósult meg. Lajta Andor már ekkor, 1938-ban valószínűsítette, hogy az utolsó 5 év alatt elkészült 138 film egy részéből sem negatív, sem kópia nem áll rendelkezésre. Ugyanebben az időben egy másik kritikus rámutatott, hogy a különböző filmraktárak sok hangosfilmet őriznek (rendszerezetlenül), a némafilmek többsége azonban már ekkor sem volt azokban megtalálhatók. (Fontos kiemelni, hogy a kezdeti időkben elsősorban a dokumentumfilmek, filmhíradók esetleges megőrzéséről volt szó, nem pedig a játékfilmekéről.)

### Filmpusztulások a Filmarchívum időszakában
1946-ban Balázs Béla javasolta egy filmarchívum létrehozatalát. Lajtát végül 1949-ben bízták meg azzal, hogy kidolgozza a magyarországi filmarchívum és filmmúzeum szervezetét. A Filmarchívum végül csak 1957-ben jött létre.
Ezt követően is vesztek el filmek. Egyik fő ok a korábbi, erősen tűzveszélyes nitrocellulóz filmek (negatívok és kópiák) gyors NDK ORWO-biztonsági filmre való átmásolásánál történt. (Az eredetiek ezt követően a MOKÉP kőbányai telephelyén elégetésre kerültek.) Ilyen pusztulások esetei, pl.:
- az eredeti negatív helyett a rosszabb minőségű másolat kerül újabb másolatra;[19]
- több kópia esetén a hosszabbat másolták, majd valamennyit megsemmisítették, nem törődve azzal, hogy a hosszabb sem teljes, és a rövidebb is tartalmazhat olyan részleteket, amely nem szerepel a hosszabbon, azaz kiegészíthetik egymást (1970-es évekbeli gyakorlat, pl. Halló Budapest, 1935);[19]
- egyből pozitív filmre vették az anyagot, többszörösíthető változat nem is maradt fenn (pl. Egy éjszaka Erdélyben, 1941).[21]

Nitrocellulóz filmeket még 1975-ben és 1984-ben is nagy mennyiségben selejteztek.
A filmek emberi beavatkozástól függetlenül, a rossz tárolási körülmények között is természetes pusztulást mutathatnak. Különösen a nitrofilmeket fenyegeti veszély („filmbomlás”), melynek lépései a következők: a filmszallag elszíneződése, a sötét részek elhalványodása, a filmanyag roncsolódása, ragacsossá válása, szilánkos szétrepedezése, végül (oxigénhiányos esetben) öngyulladással való elpusztulása.
Fontos kiemelni, hogy a megmaradt filmek esetén nemritkán a filmszínházakban használt kópiákról állították össze a kutatók a filmet, az eredeti negatívok gyakran elvesztek. Az 1945 előtti hangos [játék]filmek kb. 1/3-as esetében ismert az eredeti negatív is. Ez azért számít komolyabb gondnak, mert a másolatokat akár több 100-szor vetítették, így esetenként erősen sérültek, rongálódottak.

### Az utóbbi időben előkerült filmek
2016-os kutatások szerint az 1990-es rendszerváltás óta 40-nél több korai hangosfilm került elő ebből az időszakból (utolsó: Megálmodtalak, 1943-as film, 2009-es előkerülés). Előfordul, hogy szó szerint részeként sikerül összegyűjteni egy filmet, mint az történt pl. a Gyávaság (1942) esetében Budapestről, Moszkvából és egy magyar vidéki padlásról.

### Érdekességek
- Csak 1973-ban született törvény az újonnan gyártott filmekről egy – a könyvekhez hasonló – kötelespéldány beszolgáltatásáról (1973. évi 6.332/4. filmfőigazgatósági utasítás).[18] (1949 és 1961 között egy rendelet volt érvényben, amely az 1945 előtti magyar filmek kötelező beszolgáltatását írta elő.)[5]
- Mai értelemben vett, jó minőségű filmrestaurálásra az 1990-es évekig nem volt technikai lehetőség, így a régi magyar filmek felújítása csak ezt követően kezdődhetett meg.[21]

## További irodalom
- (szerk.) Varga Balázs: Játékfilmek 1931–1997, Budapest, Magyar Filmintézet, 1998
- Mudrák József – Deák Tamás: Magyar hangosfilm lexikon 1931–1944, Máriabesnyő–Gödöllő, Attraktor Kft., 2006
- Magyar Bálint: A magyar némafilm története 1896–1918, Magyar Filmtudományi Intézet és Filmarchívum, Budapest, 1966
- Magyar Bálint: A magyar némafilm története 1918–1931, Magyar Filmtudományi Intézet és Filmarchívum, Budapest, 1967
- (szerk.) Nemeskürty István: A magyar hangosfilm története a kezdetektől 1939-ig, Magyar Filmtudományi Intézet és Filmarchívum, Budapest, 1975

## További elektronikus hivatkozások
- Ingyenesen elérhető az Elveszett magyar filmek című dokumentumfilm (papageno.hu, 2024. febr. 6.)
- A közelmúltban felfedezett magyar filmkincsek (nfi.hu, 2023. nov. 14.)
- Balogh Gyöngyi: Restaurált magyar némafilmek. A Magyar Nemzeti Filmarchívum némafilmállománya folyamatosan gyarapszik (filmkultura.hu, 2003)
- A némafilm fényei és árnyai In: Magyarország a XX. században III.: Kultúra, művészet, sport és szórakozás. Főszerk. Kollega Tarsoly István. Szekszárd: Babits. 1998.
- https://www.hangosfilm.hu/